# Noterus japonicus
Noterus japonicus is een keversoort uit de familie diksprietwaterkevers (Noteridae). De wetenschappelijke naam van de soort werd in 1873 gepubliceerd door David Sharp.